# Chevreaux
Chevreaux – miejscowość i gmina we Francji, w regionie Burgundia-Franche-Comté, w departamencie Jura.
Według danych na rok 1990 gminę zamieszkiwało 168 osób, a gęstość zaludnienia wynosiła 27 osób/km² (wśród 1786 gmin Franche-Comté Chevreaux plasuje się na 576. miejscu pod względem liczby ludności, natomiast pod względem powierzchni na miejscu 708.).